# دین بوزانیس
دین بوزانیس (انگلیسی: Dean Bouzanis؛ زادهٔ ۲ اکتبر ۱۹۹۰) بازیکن فوتبال اهل استرالیا است.
از باشگاه‌هایی که در آن بازی کرده‌است می‌توان به باشگاه فوتبال سیدنی، باشگاه فوتبال اولدهام اتلتیک، باشگاه فوتبال آکرینگتون استنلی، باشگاه فوتبال لیورپول، باشگاه فوتبال آریس سالونیک، باشگاه فوتبال کارلایل یونایتد، تیم ملی فوتبال زیر ۲۳ سال استرالیا، باشگاه فوتبال وسترن سیدنی واندررز، و باشگاه فوتبال ملبورن سیتی اشاره کرد.
وی همچنین در تیم‌های ملی فوتبال زیر ۱۷٬۲۰ و ۲۳ سال استرالیا و زیر ۱۹ سال یونان بازی کرده‌است.